# Константинос Мердзиос
Константинос Д. Мердзиос (на гръцки: Κωνσταντίνος Δ. Μέρτζιος) е гръцки историк, смятан за един от най-важните изследователи на венецианската власт в гръцките земи.

## Биография
Мердзиос е роден на 18 октомври 1886 година в епирското граменохорско село Вравори, тогава в Османската империя, днес Анаргири, Гърция. Началното си образование получава в родното си село и в училището „Капланио“ в Янина, а по-късно се записва в училището „Зосимеа“, което завършва в 1903 година. Първоначално помага в бизнеса на семейството си с търговия с текстил и едновременно с това пише за вестник „Ипирос“ от 1909 до 1917 година, а от 1913 до 1916 година е кореспондент в Янина на атинските вестници „Неа Имера“ и „Неа Елас“.
В 1917 година, докато е президент на Всеепирското войнишко дружество, той се замесва в Националната схизма и като „фанатичен роялист“ с помощта на италианското консулство бяга в Италия, защото е заплашен да бъде мобилизиран от венизелистите след Солунския преврат. До 1921 година живее в Милано, занимава се с търговските дела на баща си, а през 1922 година се установява във Венеция, за да се занимава с архивни изследвания. По време на Италианско-гръцката война е поставен под домашен арест, а по време на германската окупация е заточен в лагер близо до Тревизо.
В 1947 година Обществото за македонски изследвания публикува архивни материали от държавния архив на Венеция под заглавие „Паметници на македонската история“ с документи, събрани от Мердзиос, относно Солун и Северното Беломорие за периода 1381 – 1650 година. През юли 1957 година, чрез историка Костас Триандафилу, той дарява на общинската библиотека в Патра документи от 1595 до 1794 година, отнасящи се до Патра, които са известни като „Кодексът на Мердзиос“. Неговите открития за детството на Ел Греко, за Ламброс Кацонис, за Левкада, Крит и други се считат за важни. Като цяло той публикува редица публикации с исторически документи, отнасящи се до гръцкия регион. В 1952 година той е пионер в издаването на списание „Ипиротики Естия“, а в 1954 година – в създаването на Обществото за епирски изследвания. Избран е за член-кореспондент на Атинската академия по предложение на Константинос Амандос и е почетен консул на Гърция във Венеция, както и вицепрезидент на гръцката общност във Венеция. Той дарява книги на библиотеката на Катедрата по история и археология на Янинския университет. Говори италиански, френски и венециански език.
Умира във Венеция на 25 август 1971 година. Погребан е в гробницата на католическата си съпруга, която е починала преди него. Има една дъщеря.
Николаос Томадакис пише: „Мердзиос със сигурност е аматьор. Работил е там, където не е имало библиотека, актуализирана на гръцки (средновековен и османски). От това следва, че методът му на публикуване не винаги е бил строго научен или схоластичен“. Недостатъци на трудовете му са липсата на позовавания на архиви, преводи на новогръцки без цитиране на гръцкия оригинал, фрагментарни публикации и произволен избор. Също така непълна библиографска информация (публикуване на вече известни произведения, непознаване на гръцката и чуждестранна библиография), груба и безкритична обработка на материала или голо представяне. Мердзиос обаче не е имал висше образование и финансов комфорт, нито държавна подкрепа, за да се посвети изцяло на изследването на архивите. Николаос Панайотакис посочва, че той „принадлежи към категорията архивисти-историци [...] към категорията на отдадените аматьори“.